# Ruan de Smidt
Ruan de Smidt (Krugersdorp, 25 oktober 1989) is een Zuid-Afrikaans golfprofessional. Hij debuteerde in 2012 op de Sunshine Tour.

## Loopbaan
Voordat Sefatsa een golfprofessional werd in 2011, was hij een goede golfamateur en vertegenwoordigde meermaals voor zijn land bij verscheidene landentoernooien. In oktober 2012 behaalde hij op de Sunshine Tour zijn eerste profzege door de Suncoast Classic te winnen.

## Prestaties

### Professional
Sunshine Tour
| Nr. | Datum           | Toernooi         | Score        | Score | Info  |
| --- | --------------- | ---------------- | ------------ | ----- | ----- |
| 1   | 27 oktober 2012 | Suncoast Classic | 69+68+71=208 | –8    | [ 1 ] |